# Álarcos réce
Az álarcos réce vagy amerikai réce (Anas americana) a madarak osztályának lúdalakúak (Anseriformes) rendjébe és a récefélék (Anatidae) családjába tartozó faj.

## Rendszerezése
A fajt Johann Friedrich Gmelin német természettudós írta le 1789-ben.

## Előfordulása
Észak-Amerikában elterjedt, télen melegebb helyekre vonul, eljut Dél-Amerika északi részéig.
Észlelték már az előfordulását Magyarországon is, első bizonyított hazai előfordulásait 2008. március-április folyamán Apaj és Kiskunlacháza határában regisztrálták. A Magyar Madártani és Természetvédelmi Egyesület Nomenclator Bizottsága szerint ugyanakkor kétséges, hogy a megfigyelt egyed természetes állományból származott-e.

## Megjelenése
Testhossza 56 centiméter, testtömege 408-1330 gramm. A nemek eltérőek.
|  |  |

## Életmódja
Főleg növényekkel táplálkozik, nem csak a vízben, hanem szárazon is.

## Szaporodás
Fészkét növényi anyagokkal és tollal béleli ki. Fészekalja 6-12 tojásból áll. A fiókák fészekhagyók.
|  |

## Természetvédelmi helyzete
Az elterjedési területe nagy, egyedszáma növekedő, ezért a Természetvédelmi Világszövetség Vörös listáján a nem fenyegetett kategóriában szerepel.